# Capo Gray
Capo Gray (in inglese Cape Gray) è promontorio roccioso che segna il limite orientale della baia del Commonwealth in Antartide. Localizzato ad una latitudine di 66° 48′ S ed una longitudine di 143° 22′ E, venne scoperto nel 1912 durante la spedizione Aurora guidata da Douglas Mawson.